# Boris Kusmitsch Nowikow
Boris Kusmitsch Nowikow (russisch Борис Кузьмич Новиков; * 13. Juli 1925 in Rjaschsk, RSFSR; † 25. Juli 1997 in Moskau) war ein sowjetischer bzw. russischer Theater- und Film-Schauspieler sowie Synchronsprecher.

## Leben
Boris Nowikow wurde als Sohn einer Arbeiterfamilie geboren. Er galt als fleißiges und intelligentes Kind und nahm bereits während seiner Schulzeit an Amateuraufführungen teil. Während des Deutsch-sowjetischen Krieges kämpfte er an der Front.
Nach Kriegsende entschied sich Nowikow für eine künstlerische Laufbahn und ließ sich in Juri Alexandrowitsch Sawadskis Theaterstudio ausbilden. Nach dem Abschluss im Jahr 1948 erhielt er ein Engagement beim Mossowjet-Theater, das 15 Jahre währen sollte. Der junge Mime trat zunächst als Nebendarsteller auf und war über die Jahre hinweg in diversen Stücken vorwiegend russischsprachiger Autoren zu sehen, z. B. Обида (Obida) und Рассвет над Москвой (Rasswet nad Moskwoi) von Anatoli Alexejewitsch Surow, Олеко Дундич (Oleko Dunditsch) von Alexander Georgijewitsch Rscheschewski und Michail Aronowitsch Kaz, Kretschinskis Hochzeit von Alexander Suchowo-Kobylin, Чаша радости (Tschascha radosti) von Nikolai Georgijewitsch Winnikow, Iwan Krylows Der Modeladen, Первая весна (Perwaja wesna) und Schlacht unterwegs von Galina Nikolajewa und Stanislaw Adolfowitsch Radsinski, В тихом переулке (W tichom pereulke) von Arkadi Iosifowitsch Mowson sowie Трое (Troje) nach Maxim Gorkis Roman. Außerdem trat er in einer Werkadaption von Nâzım Hikmet auf. 1961 erhielt Nowikow schließlich die Titelrolle in Wassili Terkin nach Alexander Twardowskis gleichnamigem Gedicht. Er verkörperte den Charakter zur Begeisterung des Publikums sowie des Autors und galt als Anwärter auf den Leninpreis. Sawadski, der als Regisseur fungierte, sprach sich jedoch dagegen aus, da seines Erachtens zuvor ältere Darsteller honoriert werden sollten. Nowikow sah sich außerdem Anfeindungen seitens einiger Kollegen ausgesetzt, auch ein geplantes Engagement beim Maly-Theater scheiterte an den Diskreditierungen. Letztlich wechselte er 1963 zum Satiretheater und arbeitete dort unter Walentin Nikolajewitsch Plutschek.
Im Film trat Nowikow seit Mitte der 1950er Jahre auf und war zunächst auf negative Charaktere abonniert, u. a. spielte er in На графских развалинах (Na grafskich raswalinach, 1957) einen Banditen und gab in dieser Rolle zugleich eine Gesangseinlage. In der Romanverfilmung Der stille Don (1957) war er 1957 als Kosake Mitka auch erstmals für das internationale Publikum zu sehen. In den darauffolgenden Jahren wurde der blonde Mime zunehmend als Komödiendarsteller wahrgenommen und galt zugleich als „König der Nebenrollen“. Er trat jedoch auch in 13 Projekten als Hauptdarsteller auf, zunächst 1962 in Необыкновенный город (Neobyknowennyje gorod) und vier Jahre später in der Puschkin-Verfilmung Выстрел (Wystrel). Populär waren seine Engagements in der Komödie Семь стариков и одна девушка (Sem starikow i odna dewuschka, 1968), dem Historienfilm Тени исчезают в полдень (Teni istschesajut w polden, 1971/73), dem Drama Отец и сын (Otez i syn, 1979), sowie der Groteske Говорящая обезьяна (Goworjaschtschaja obesjana, 1991), zugleich seine letzte Hauptrolle. Seit Mitte der 1960er war er auch an diversen Theateraufzeichnungen beteiligt, u. a. in Когда море смеётся (Kogda more smejotsja, 1971) nach O. Henrys Narren des Glücks. Im postsowjetischen Russland war Nowikow dagegen nur noch siebenmal im Film zu sehen, zuletzt in der belarussisch-russischen Co-Produktion Die Rückkehr des Panzerkreuzers (1996) und in dem erst nach seinem Tod erschienenen Krimi Транзит для дьявола (Transit dlja djawola, 1999). In Selbigem wurden jedoch lediglich Aufnahmen mit Nowikow aus dem Film Твоя воля, господи (Twoja wolja, gospodi, 1993) eingefügt und von Juri Dmitrijewitsch Saranzew nachsynchronisiert.
Des Weiteren war Nowikow an Адъютант его превосходительства (Adjutant ego prewoschoditelstwa, 1970), einer der ersten sowjetischen Fernsehserien, sowie zwischen 1964 und 1993 an über 30 Folgen der TV-Komödienreihe Фитиль (Fitil) beteiligt. In Letzterer übernahm er 1987 in den Folgen Nr. 298 und 303 außerdem Sprechrollen.
Darüber hinaus trat Nowikow als Synchronsprecher für Animationsfilme in Erscheinung, zuerst 1970 in Дядя Миша (Djadja Mischa), einem Werk über den Bären Mischa unter der Regie von Juri Alexandrowitsch Prytkow. Von 1978 bis 1984 sprach er in der populären dreiteiligen Filmreihe Трое из Простоквашино (Troje is Prostokwaschino) einen Postboten und arbeitete unmittelbar darauf in Zar Saltan und die Wunderinsel (1984) mit dem bekannten Zeichentrickfilmschöpfer Iwan Iwanow-Wano zusammen. Er war außerdem in der russischsprachigen Fassung von Anja und die vier Jahreszeiten (1980) zu hören. Nowikows gesamte Filmografie umfasst mehr als 150 Werke.

## Privatleben
Während seines Studiums lernte Nowikow Nadeschda Antonowna Klimowitsch kennen, die ebenso den Schauspielberuf erlernte und später im Moskauer Jugendtheater auftrat. Beide heirateten zeitnah und 1949 kam der gemeinsame Sohn Sergei zur Welt. Die Geburt verlief kompliziert, nichtsdestotrotz entwickelte er sich in seinen ersten Lebensjahren normal, besuchte die Schule und begann auch ein Studium. Nachdem sich jedoch eine psychische Störung bemerkbar machte, wurde Sergei im Alter von etwa 20 Jahren zum Pflegefall.
Boris Nowikow entwickelte in den frühen 1970er Jahren eine Diabeteserkrankung und musste aufgrund dessen 1972 seine regelmäßigen Bühnenauftritte beenden. Es folgten nur noch vereinzelte Honorarengagements. Kostspielige Medikamente und ungenügende Filmangebote nach dem Ende der Sowjetunion belasteten die in bescheidenen Verhältnissen im Hochhaus am Kotelnitschesky-Damm in Moskau lebende Familie schwer. Nowikow vermied es, Bekannte um Unterstützung zu bitten, lediglich von seinem Kollegen Leonid Issaakowitsch Jarmolnik erhielt die Familie eine monatliche Summe, die jedoch nur für Lebensmittel reichte. Boris Nowikow starb wenige Tage nach seinem 72. Geburtstag an einem Herzinfarkt, der auf seine vorherigen gesundheitlichen Probleme gefolgt war. Da zeitgleich das Internationale Filmfestival Moskau stattfand, nahm die Öffentlichkeit zunächst keine Notiz von seinem Ableben, erst einige Zeit später erschienen entsprechende Pressemeldungen. Leser der Komsomolskaja Prawda sammelten daraufhin Geld zur Unterstützung der Familie, von dem u. a. Nowikows Grabstein finanziert wurde. Er wurde auf dem Danilow-Friedhof, Abschnitt 72, beigesetzt. Da neben der Witwe nur drei ältere Verwandte die Beisetzung besuchten, musste der Fahrer des Leichenwagens Diese beim Tragen des Sarges unterstützen.
Nowikows Frau starb im September 2008 und im April des darauffolgenden Jahres bemerkten Bekannte der Familie, dass Sergei verschwunden war. Aufgrund von Nachforschungen der Medien stellte sich heraus, dass Kirchenvertreter ihn einem Vormund anvertraut und danach in das Dorf Tscherkisowo gebracht hatten, während Moskau weiterhin als sein Wohnsitz registriert war. In Tscherkisowo wurde er letztlich in verwahrlostem Zustand gefunden und konnte auch aufgrund der Unterstützung durch die Schauspielergewerkschaft wieder in die ehemalige Wohnung seiner Eltern zurückkehren.
Sergei Nowikow ist nicht mit dem gleichnamigen Mathematiker identisch.

## Ehrungen
Nowikow wurde am 26. Mai 1961 zum Verdienten Künstler der RSFSR und am 29. August 1994 zum Volkskünstler der Russischen Föderation ernannt. Sein Schaffen wurde 1998 in der 51. Folge der Dokumentarfilmreihe 
Чтобы помнили (Tschtoby pomnili) und 2006 im Rahmen der Reihe 
Как уходили кумиры (Kak uchodili kumiry) porträtiert.
Seine Kollegin Ljudmila Alexejewna Tschursina bezeichnete ihn als „wahnsinnig talentierten Schauspieler“ (безумно талантливым актером) und als „Genie“.

## Filmografie (Auswahl)
- 1957: Ein ungewöhnlicher Sommer (Neobyknowennoje leto)
- 1957: Frühe Freuden (Perwyje radosti)
- 1957: Der stille Don – Teil 1 (Tichi Don)
- 1957: Der stille Don – Teil 2 (Tichi Don)
- 1958: Das Mädchen mit der Gitarre (Dewuschka s gitaroi)
- 1958: Die Hauptmannstochter (Kapitanskaja dotschka)
- 1959: Blaue Pfeile (Golubaja strela)
- 1961: Das purpurrote Segel (Alyje parussa)
- 1961: Flammende Jahre (Powest plamennych let)
- 1964: Veronikas Rückkehr (Woswraschtschenije Weroniki)
- 1969: Sieben Alte und ein Mädchen (Sem starikow i odna dewuschka)
- 1978: Eine sonderbare Frau (Strannaja schenschtschina)
- 1984: Zar Saltan und die Wunderinsel (Skaska o zare Saltane) (Stimme)
- 1985: Wozu der Mensch Flügel braucht (Satschem tscheloweku krylja)
- 1996: Die Rückkehr des Panzerkreuzers (Woswraschtschenije bronenosza)